# Monte Paget
El monte Paget (en inglés: Mount Paget) es una montaña ubicada en la isla San Pedro, la mayor del archipiélago subantártico de las islas Georgias del Sur, en el océano Atlántico Sur, cuya soberanía está en disputa entre el Reino Unido el cual las administra como «Territorio Británico de Ultramar de las islas Georgias del Sur y Sandwich del Sur», y la República Argentina que las integra al Departamento Islas del Atlántico Sur, dentro de la Provincia de Tierra del Fuego, Antártida e Islas del Atlántico Sur.

## Características
Este monte, con una altitud de 2934 m s. n. m. (9629 pies), es la cumbre más elevada de todo el archipiélago, e integra la cordillera de San Telmo (llamada Allardyce en inglés), la cual es el eje orográfico de la isla San Pedro. Este cordón montañoso representa sólo un conjunto de cumbres emergidas de un encadenamiento mayor: la Dorsal del Scotia, prolongación del sistema formado por la cordillera de los Andes en América del Sur, y los Antartandes de la Antártida.
La nieve cubre por completo a esta montaña durante gran parte del año, e incluso forma ventisqueros. La denominación de Paget es empleada desde la época de los cazadores de lobos marinos y ballenas, por lo que el nombre ha sido establecido a través del uso general. Es fácilmente visible desde Grytviken y desde la punta Coronel Zelaya.
Fue escalado por primera vez el 30 de diciembre de 1964 en la «Expedición de Servicios Combinados» del Ejército Británico, la que fue liderada por el Comandante Malcolm Keith Burley.
Es el pico más alto de todos los territorios británicos de ultramar en donde el Reino Unido ejerce soberanía activa pues, si bien la cumbre del antártico monte Jackson es aún más alta: 3050 m s. n. m., y se ubica dentro del Territorio Antártico Británico, la soberanía sobre el mismo se encuentra restringida por la aplicación del artículo 4 del Tratado Antártico de 1959.
Por otra parte, para la Argentina (país reclamante de su soberanía), es el pico más elevado del Departamento Islas del Atlántico Sur, dentro de la Provincia de Tierra del Fuego, Antártida e Islas del Atlántico Sur, superado a nivel provincial por varios picos, destacándose el Monte Chiriguano (3.660 m.s.n.m.), el más alto de la provincia, ubicado en el Departamento Antártida Argentina, donde el sector reclamado por Argentina se superpone con el de Reino Unido, ambos, sujetos al Sistema del Tratado Antártico.